# Fomerey
Fomerey település Franciaországban, Vosges megyében. Lakosainak száma 141 fő (2022. január 1.). Fomerey Gigney, Uxegney, Bocquegney, Darnieulles és Domèvre-sur-Avière községekkel határos.

## Népesség
A település népességének változása:
| Lakosok száma | 150  | 157  | 164  | 158  | 154  | 151  | 147  | 143  | 141  |
|               | 2013 | 2015 | 2016 | 2017 | 2018 | 2019 | 2020 | 2021 | 2022 |